# DYNC1I1
DYNC1I1‏ (Dynein cytoplasmic 1 intermediate chain 1) هوَ بروتين يُشَفر بواسطة جين DYNC1I1 في الإنسان.